# Gegar colombiano
El Gegar colombiano es una raza canina originaria de Colombia. Se trata de una raza en formación, con unos 200 animales localizados en Bogotá, Ibagué y los Llanos colombianos. No tiene reconocimiento por ninguna federación cinológica.
Debido a la muerte de su creador, la falta de toma de registros y la falta de apoyo, actualmente se encuentra en una posible extinción, aunque se está buscando la aprobación del Club Canino Colombiano para que sea una raza colombiana autóctona.

## Historia
Creada por el fallecido Germán García García, criador de perros colombiano y fundador del Gegar Kennels Club y el Club Canino Colombiano, de quien procede su nombre; la investigación para su creación comenzó en 1975 con la intención de que Colombia tuviera un perro nacional con estándar, como el Inca peruano, el Dogo argentino, el Fila brasileiro o el Chihuahua mexicano.
Descendiente del Basenji, el Perro de Canaán y una primitiva raza del interior del país Colombiano, que actualmente se considera extinta, es común ver similitudes entre el "Gegar" y los perros "criollos", llamados también «Gozques».
En el año 2005 el Gegar Colombiano ya estaba participando en exposiciones y se esperaba la aprobación del Club Canino Colombiano.
Actualmente esta raza esta extinta solo queda un ejemplar que se puede encontrar en el parque PANACA, en su estación canina del Quindío.

### Investigación
La investigación para el desarrollo de la raza, encabezada por Germán García y García inicia con un extenso recorrido por la costa Caribe colombiana y las orillas del río Magdalena, García y García se percató de que en los pueblos de esta región e incluso entre los wayú y los kogui existían perros similares a una raza europea, exactamente de España y que fueron traídos a Colombia en épocas de la Conquista, según García y García en esta parte de la investigación no tuvo que hacer una inversión mayor en la adquisición de estos ejemplares, ya que en promedio pagaba cien pesos de la época por animal. Se seleccionaron cuatro machos y siete hembras en Cartagena, Turbaco y Juan de Acosta, de los que nació Yubara de Gegar.
La segunda parte de la investigación se desarrolló en Bogotá en donde Germán García y García reunió 20 perros criollos o "Gozques" como son conocidos en el país, con el fin de establecer que los perros callejeros (Gozques) son el producto de una mezcla que comenzó con el Podenco ibicenco, originario de Ibiza, raza traída por los españoles a América. Esta raza, muy popular en Mallorca, se unió a la Basenji, originario del Congo, que llegó a bordo de los barcos negreros desde el África y cuya característica es una rareza entre los caninos: no ladra, como los perros, sino que maúlla, como los gatos.
El cruce del Podenco ibicenco español y el Basenji africano fue dando como resultado esta particular raza “criolla”, o "Gozque", con el que poco después de la Conquista se fueron poblando las zonas ribereñas del Magdalena, al igual que República Dominicana, Honduras, Guatemala, Panamá y los demás países en donde desembarcaron españoles y africanos con sus mascotas.
Dentro de las investigaciones García y García también advirtió del parecido que tienen los ejemplares colombianos con la raza Cirneco del Etna, muy popular en la región de Sicilia, Italia. Es ahí cuando se presentaría el primer obstáculo de la investigación, ya que no se pudo traer ningún ejemplar de esta raza al país. Decide entonces hacia 1980 traer un Basenji, pero los cruces con los ejemplares colombianos son un fracaso. Aunque se lograron tres generaciones, no se consiguió el resultado esperado. Las orejas no paraban y ni siquiera ladraban.
García y García continua con la investigación en México donde como jurado en una exposición canina mundial se encuentra no solo con las razas que conocía, si no con una totalmente nueva para él, el Canaan dog, que es idéntico en muchos aspectos al perro nativo colombiano. Durante la misma década, García y García realiza cruces con estos milenarios perros y al fin, se logra lo que se buscaba, un animal más alto que el “criollo”, casi con las mismas medidas al español Basenji, guardián celoso, con cola de pluma y con otras características exclusivas de esta raza. Los primeros exponentes de la raza fueron Shima, Kalamarí, Irugwa, Niña de Cartagena y Laika. 
Dentro de las características especiales están, su extrema fidelidad al amo, desconfianza con los extraños, excelente cazador, vigilante y bullicioso y de gran economía, debido a que no requiere una dieta especial.

## Características
Es una raza de talla mediana pequeña debido a los cruces de los que proviene, de constitución ligera pero robusta, ágil, de gran resistencia y actividad física, excelente olfato y buenos hábitos de aseo. 
Posee un gran instinto para la caza, sobre todo de animales como liebres y conejos e inclusive ratas, excelente perro guardián, sabueso, rastreador, le gusta realizar trabajos y actividades junto a su amo.

### Carácter
Su temperamento es de nobleza hacia sus amos, pero bastante desconfiado con los extraños, inteligente, fiel, fácil de educar, vivaz, de buena relación con los niños y otro tipo de mascotas incluyendo otras razas de perro. 

### Estándar
Altura: Macho 38-43cm. Hembra 35.5-40.5cm.
Peso: El macho 10 a 14 kilos y la hembra 8 a 12.
Pelaje: Liso y corto.
Colores: Castaño puro o atigrado, en tonos claros a oscuros y puede tener manchas blancas y sobre estas pecas del mismo color base, el blanco no debe sobrepasar el 40% del cuerpo y solo podrá estar en la cabeza, miembros, cuello, pecho, vientre y cola.
Cabeza: Tiene forma triangular. El cráneo mide lo mismo que el hocico. El stop es notorio.
Ojos: Almendrados.
Orejas: Grandes en proporción a la cabeza, con forma triangular, erguidas y rígidas en la parte alta de la cabeza.
Hocico: Mordida de tijera.
Cuello: No muy corto.
Cuerpo: Más largo que alto, balanceado, línea dorsal a nivel, de constitución maciza pero delgada.
Patas: Patas frontales son rectas, las posteriores con poca angulación.
Cola: Enroscada en forma de hoz y llevada sobre el lomo.
Promedio de vida: 10 a 15 años.